# 斯旺西都會大學
斯旺西都會大學（英語：Swansea Metropolitan University）是一所位於英國威爾士斯旺西的大學，其歷史可以追溯至1853年。
2013年8月1日該大學并入威爾士三一聖大衛大學。

## 外部連結
- Swansea Metropolitan University – Official website
- Swansea Metropolitan Students' Union （页面存档备份，存于） – Official website